# Képlet (film)
A Képlet (eredeti cím: Knowing) 2009-ben bemutatott amerikai sci-fi-film, melyet Alex Proyas rendezett. A főszerepben Nicolas Cage látható.

## Cselekmény
|  | Alább a cselekmény részletei következnek! |

1959-ben a massachusettsi William Dawes Általános Iskola hivatalos évnyitó napján Clarc igazgató versenyt hirdet meg, amit az nyer meg, aki a legjobb ötlettel áll elő a különleges nap emlékezetessé tételére.
A tanári kar által kiválasztott ötlet Lucinda Embryé, amely szerint mindenki lerajzolja, milyennek képzeli a jövőt, és ezeket a rajzokat egy időkapszulába zárva ötven évre elássák. Mindenki rajzokat készít, csak Lucinda ír tele egy papírlapot számsorokkal.
Az időkapszula elhelyezésének napján Lucinda az ünnepség közben eltűnik. Tanára, Miss Taylor akad rá a tornaterem alatt, egy kisebb helyiségben, ahogy Lucinda véresre kaparja az ujjait az ajtó lapján. Amikor rábukkannak, zavarbaejtő kérést intéz a tanárhoz: „Hallgattassa el őket, egyfolytában suttognak.”
Ötven évvel később, 2009-ben az időkapszulát kinyitják, és a benne megőrzött üzeneteket szétosztják. A számsort, amit egykor Lucinda írt, egy fiú, Caleb kapja meg. Egy este apja, John, ahogy a poharát leteszi az asztalra, annak kissé nedves alja nyomot hagy a Caleb által ottfelejtett papírlapon. A férfi felfigyel rá, hogy a nedves nyom felső részén a számsor egy része mintha a Világkereskedelmi Központ elleni 2001. szeptember 11-ei támadás dátuma lenne. A számsorok vizsgálatába belemerülve rájön, hogy valamennyi sor egy 1959 utáni katasztrófa dátumát és a halálos áldozatok számát jelöli, de minden sorban szerepel egy szegmens, amelynek jelentését nem tudja megfejteni. Ugyanakkor észreveszi, hogy a papír alján szereplő két számsor még be nem következett katasztrófákat jelöl. Miután a múltra vonatkozó számsorokkal jelölt katasztrófák egytől-egyig bekövetkeztek, John hisz a papírlap prófétikus erejében.
Négy utasszállító repülőgép hajt végre kényszerleszállást Maine és Florida államokban. Ezek egyike 81 halálos áldozattal járó katasztrófába torkollik. John éppen a helyszínen tartózkodik, de kocsijával egy baleset miatt nem tud továbbhaladni.
Hirtelen feltűnnek neki a GPS-navigátorán kijelzett koordinátapontok számai, és rájön, hogy a Lucinda papírján be nem azonosított számok a katasztrófák helyszíneit jelölik. Amikor autójából kiszáll, hogy az egyik rendőrtől megtudja az útlezárás okát, a háttérben hirtelen lezuhan a repülőgép.
Miután a gép lezuhant, John odarohant a szétszakadt roncsokhoz és megpróbálta megmenteni az emberek életét.
Hazatérve a nővére fogadta őt, Grace, és John biztos akart lenni benne, hogy Caleb nem nézte a híreket.
Később áthívta a barátját, Phil Beckmant és elmondta neki, hogy amit megállapított az igaznak bizonyult.
Aznap éjjel Calebet meglátogatta a szobájában egy Idegen, és rámutatott az ablakra, hogy megmutassa neki a jövőt. Mikor Caleb hirtelen felkiált rémálmából John felrohan hozzá, és miközben Calebet nyugtatja megpillantja az ablakon keresztül kint egy Idegent. Kirohan egy baseballütővel és kiabál, hogy „Hagyjanak minket békén!”
Másnap John Calebbel felkeresi Diana Waylandot egy újságban talált infó alapján. Miután megtalálta és megállt, akkor jött ki a szemközti házból Diana és az ő lánya, Abby. Beszálltak egy szürke Mazdába, és útnak indultak. John követte az autót addig, amíg egy parkolóhoz nem értek. 
Mindketten leparkoltak, és az útjuk egy állatmúzeumba vezetett. John odaküldte Calebet, hogy nézze meg a farkasokat, és ott állt Abby is mellette. Így már nyugodtan tudott beszélgetni Dianával, majd megbeszélték, hogy kimennek az erkélyre. Kint egy nem túl hosszú csevegés után John kérdéseivel túlságosan ráijesztett Dianára és Diana meg a lánya gyorsan elmentek.
John este elővett egy revolvert, gondolván, hogy ezzel majd távolt tartja magától és a fiától az Idegeneket.
Ezután utána nézett a következő baleset helyszínének és azt tudta meg, hogy a Worth St. és a Latayette St. sarkánál fog bekövetkezni.
Éjjel lement az utcára és egy nyilvános telefonfülkéből felhívta a New York-i FBI-irodát azzal a szándékkal, hogy tudassa, holnap terrortámadás fogja érni azt a helyszínt. Aznap elvitte Calebet a nővéréhez, és megmondta neki, hogy ne nézze a híradót. Ekkor elment a helyszínre és kereste a valószínűségét a balesetnek. Megkérdezte az egyik rendőrnőt, hogy miért nem zárták le a kereszteződést. Közben észrevette, hogy egy fekete furgonból kiszáll néhány öltönyös ember, majd megpillantotta a metró aluljárót és lement.
Lent tovább keresett és egy bujkáló személyt látott az egyik oszlop mögött, nagyon gyanús volt neki, és elkezdte üldözni, később egy rendőr is beszállt az üldözésbe, aki pedig hívta a többi rendőrt.
Mikor az utolsó kocsihoz értek kiderült, hogy a menekülő személynél csak pár lopott lemez volt. A másik sínen jövő vonatnak a sínje egy elválasztónál meghibásodott és a vonat kisiklott. Mivel nagyon nagy sebességgel jött, és a sok vagon tömege erősen lendületben tartotta az elszabadult szerelvényt az nagy területet pusztított el maga után. John a baleset közben azon volt, hogy megmentse a nőt és a gyermekét, de még a baleset előtt is próbálta rávenni, hogy szálljon le.
A szerelvény rengeteg embert tarolt le és ölt meg, összesen 170 fő halt meg.
John este visszament a nővéréhez és elvitte Calebet, majd elmentek Dianához és így, hogy az a baleset bekövetkezett, amit még John említett neki, már Diana hajlandó volt segíteni, és mind a ketten elmentek meglátogatni Diana anyjának házát. Mikor odaértek és kiszálltak, Diana észrevette, hogy amit eddig a papíron lévő számsor legvégén 33-nak néztek az nem 33 volt, hanem az "EE" volt megfordítva, Diana mondta, hogy Abby szokott néha fordítva írni. Miután bementek a házba, sok kutatás után John még egy fekete követ talált közel az ágy aljához, és megfordította azt.
Az egész ágy aljára bele volt karcolva az az irat, hogy "Everyone Else" ami azt jelenti, hogy "Mindenki más", tehát tudták, hogy az "EE" az nem egy ember, hanem mindenki. Kutatás közben több Idegen is körbevette a kinti autót és suttogtak a két gyereknek. Abby értette tisztán, amit mondtak és kinyitotta nekik az ajtót, erre hirtelen Caleb hosszan megnyomta az autó dudáját és John meg Diana kirohant. John megpróbálta célba venni az egyik menekülő Idegent, utána rohant, és mikor utolérte az Idegen elvakította őt.
Másnap reggel Abby azt a képet, amit John elhozott Diana anyjának lakásáról - az Ezékiel jóslatot - kifestette felül sárgára, ami a napot ábrázolta, és megmutatta Johnnak, ezután John kétségbeesetten elment a csillagvizsgálóba, ahol megállapította, hogy egy gigantikus napkitörés fog bekövetkezni, ami a Földön minden élőlényt el fog pusztítani. Ezután találgattak, hogy elmennek egy barlangba, hogy ott talán nem éri őket a kozmikus sugárzás.
Johnnak feltűnt, hogy a papíron lévő számsorozat helyszíne nincs megadva. Eszébe jutott, amit Miss Taylor mondott, hogy Lucinda nem fejezte be a számsort, és az ünnepség napján véresre kaparta az ujjait egy kis helyiség ajtaján. Tehát a helyszín koordinátái az ajtóban lesznek. John az iskolába siet a gyerekekkel, hogy megbizonyosodjon igazáról. Miközben otthon elkezdte lekaparni, Diana idegességében és türelmetlenségében közölte Johnnal, hogy elviszi a gyerekeket a barlangba. Mire John végzett, Diana már úton volt a barlangba. John kétségbeesve kereste őket, mikor meglátta, hogy a koordináta Diana anyjának házát jelöli. Mikor Diana leparkolt egy benzinkútnál, Caleb felhívta apját, hogy hol van. Diana elborzadva látta a tévében, hogy a katasztrófa elkerülhetetlen. Miközben a tévét nézte, az Idegenek elrabolták a gyerekeket. Diana őrült hajszába kezdett, hogy utolérje őket. A hajsza közben egy kamionnal karambolozott, és ahogy anyja megjósolta, éjfélkor elhunyt. John eközben Diana anyja háza felé tartott, ahol észrevette Diana kocsiját. A jármű mellett találta a két gyereket egy-egy fehér nyúllal a kezükben. Ők ezt azzal indokolták, hogy az Idegenek megengedték nekik, hogy magukkal vigyék őket. Ekkor megjelentek az elrablóik is. Elkezdtek beszélni Abbyhez és Calebhez, amit John nem értett. Kiderült, hogy az Apokalipszis előre elrendeltetett, és hogy csak a kiválasztott gyerekek élhetik túl. Az Idegenek űrhajója leszállt a különös kővel borított földre, majd az Idegenek beljebb invitálták a gyerekeket a járműbe. Az egyik Idegen Johnhoz fordult, és Caleben keresztül üzente neki, hogy ő nem tarthat velük. Caleb és John búcsút vettek, majd az Idegenek eltűntek a gyerekekkel együtt.
John hazament, hogy együtt legyen a családjával a katasztrófa ideje alatt. Miközben elbúcsúztak egymástól a napkitörés elpusztította a Földet. Ezzel párhuzamosan az Idegenek egy új Földön hagyták a gyerekeket. Az égen hasonló sorsú gyermekek szálltak le az ismeretlen planétára. Caleb és Abby egymást bátorítva indultak el felfedezni az ismeretlen bolygót. A film végén a két gyermek egy fa felé tartott.
|  | Itt a vége a cselekmény részletezésének! |

## Szereplők
| Színész             | Szerep                                     | Magyar hang     |
| ------------------- | ------------------------------------------ | --------------- |
| Nicolas Cage        | Jonathan „John” Koestler professzor        | Józsa Imre      |
| Rose Byrne          | Diana Wayland                              | Bertalan Ágnes  |
| Chandler Canterbury | Caleb Koestler, John fia                   | Glósz András    |
| Ben Mendelsohn      | Phil Beckman professzor, John munkatársa   | Czvetkó Sándor  |
| Lara Robinson       | Lucinda Embry / Abby Wayland, Diana lánya  | Kiss Bernadett  |
| D.G. Maloney        | Idegenek                                   |                 |
| Joel Bow            | Idegenek                                   |                 |
| Maximillian Paul    | Idegenek                                   |                 |
| Karen Hadfield      | Idegenek                                   |                 |
| Nadia Townsend      | Grace Koestler, John nővére                | Solecki Janka   |
| Alan Hopgood        | Koestler tiszteletes, John apja            | Versényi László |
| Adrienne Pickering  | Allison Koestler, John anyja               |                 |
| Joshua Long         | Caleb gyerekként                           |                 |
| Danielle Carter     | Miss Taylor 1959-ben, Lucinda Embry tanára | Zakariás Éva    |
| Alethea McGrath     | Miss Taylor 2009-ben                       | Kassai Ilona    |
| Liam Hemsworth      | Spencer                                    |                 |